# Waggonfabrik Josef Rathgeber

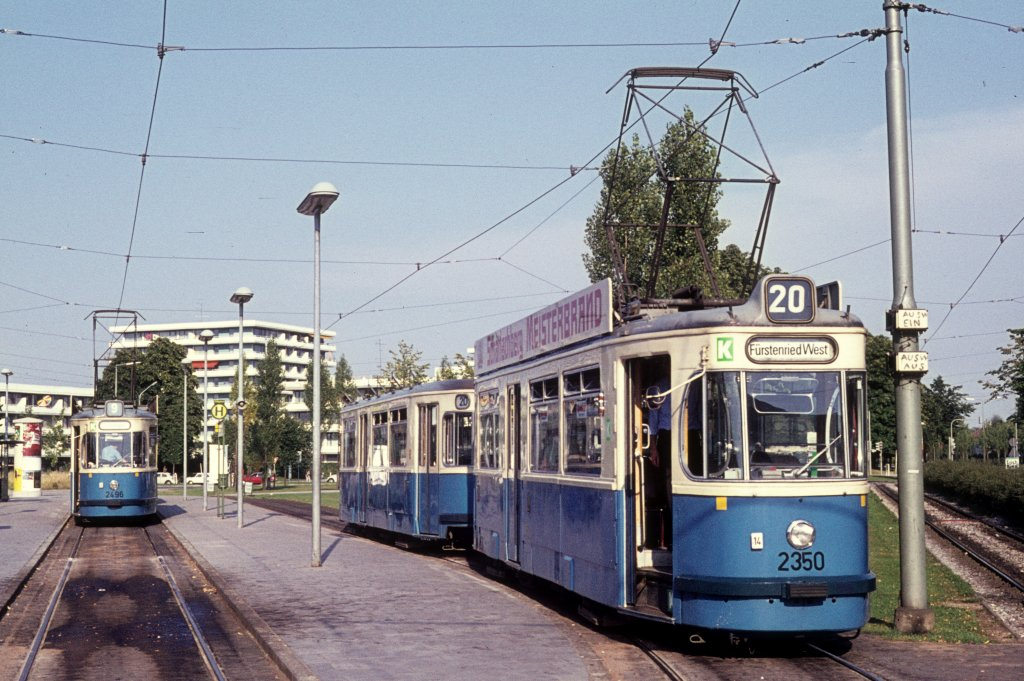
Rathgeber baute mit 286 Münchner M-Triebwagen die weltweit größte Serie von Lenkdreiachsern

Die Waggonbaufabrik Josef Rathgeber wurde 1852 in München gegründet. Sie produzierte bis 1972 Schienenfahrzeuge, Busse, Rolltreppen und Aufzugtüren, bevor sie in der Firma F. X. Meiller aufging, die im früheren Rathgeber-Werk in München-Moosach Kippaufbauten für Baufahrzeuge herstellt.

## Anfänge
Der Firmengründer Joseph Rathgeber senior wurde am 26. Februar 1810 in Ering am Inn geboren, hatte den Beruf eines Hufschmieds erlernt und am 21. Juni 1839 für 5500 fl (Gulden) die reale Hufschmiedgerechtsamkeit von Ernst Bräuer an der Marstallstraße 7 in München erworben.
Am 19. November 1839 verlieh ihm der Magistrat der Stadt München das Bürgerrecht.
Joseph Rathgeber senior ehelichte am 16. Februar 1841 die Münchner Bäckerstochter Maria Kellerer.
Dieser Ehe entsprossen 10 Kinder, darunter am 15. Februar 1846 Josef Rathgeber jun. und am 11. April 1857 Rudolf Eduard Rathgeber, die dann später den väterlichen Betrieb übernahmen. Dem „Hofhufschmied“ Joseph Rathgeber sen. wurde sein beruflicher Rahmen zu eng, worauf er am 17. April 1855 die Konzession für eine Wagenfabrik auf dem Grundstück Marsstraße 10a in der Maxvorstadt erhielt, das er am 9. Dezember 1852 für 10.996 fl von Alois Fest gekauft hatte.

## Waggonfabrik ab 1852
Neben der Fertigung von Kutschen nahm Rathgeber für die 1840 eröffnete München-Augsburger Eisenbahn den Bau von Eisenbahnwagen auf und firmierte ab 1852 als Waggonfabrik Joseph Rathgeber. Ab 1860 wurden die Waggons auch nach Österreich-Ungarn und in die Schweiz exportiert. Nach dem Tod des Firmengründers 1863 expandierte das Unternehmen durch Eisenbahn- und Heeresaufträge und wurde besonders in der technischen Ausstattung der Wagen, etwa mit Zentralheizung und Pintsch-Gasbeleuchtung, führend. Ab 1879 wurden verstärkt Güterwagen produziert.
1908 bis 1911 wurde die noch heute bestehende Fabrik am Bahnhof Moosach errichtet und seitdem laufend erweitert. Ab 1900 wurden schwerpunktmäßig Wagen für die Straßenbahn München produziert. Zwischen 1909 und 1914 wurden auch Büssing-Lastwagen in Lizenz gebaut.

## Nachkriegszeit 1945 bis 1968
Nach 1945 lieferte das Unternehmen Omnibus-Aufbauten für Krauss-Maffei- und MAN-Fahrgestelle, später auch Karosserien für den Oberleitungsbus München. 1951 stellte Rathgeber auf der IAA das erste selbstgebaute Omnibus-Modell vor. Im selben Jahr wurde die eigene Omnibusproduktion wieder aufgegeben. Rathgeber spezialisierte sich wieder auf sein altes Kerngeschäft, den Schienenfahrzeugbau.
Für die Münchner und Augsburger Straßenbahn wurden zunächst kriegsbeschädigte Wagen wiederaufgebaut. Von 1950 bis 1965 folgte mit der Baureihe M die weltweit größte Serie von Lenkdreiachsern und 1964 bis 1968 die Baureihe P. Für die Bundesbahn war Rathgeber unter anderem am Bau der Mitteleinstiegs-Eilzugwagen, der 26,4-Meter-Schnellzug- und Liegewagen, der ET 56 und der Mittel- und Steuerwagen zum VT 08 beteiligt. Auch Rolltreppen gehörten zur Produktpalette.
1956 übernahm die Firma Meiller die Aktienmehrheit an Rathgeber. Aufgrund stark zurückgehender Aufträge ließ Meiller das Straßenbahn- und Busgeschäft auslaufen. Die pünktlich zu den Olympischen Spielen bis 1972 gelieferten 21 Serienzüge der Münchner U-Bahn-Baureihe A von 1967 und 14 S-Bahn-Olympiatriebzüge waren die letzten in Moosach produzierten Schienenfahrzeuge. Seitdem werden im Rathgeber-Werk in Moosach die Meiller-Kippmulden für Baufahrzeuge sowie als einziges früheres Rathgeber-Produkt Aufzugstüren produziert. 1987 wurde Rathgeber als Unternehmen aufgelöst.

## Das Rathgeber-Werk heute
Das ehemalige Rathgeber-Werk in der Untermenzinger Straße 1 direkt am Bahnhof Moosach besteht noch heute als Stammsitz der Firma Meiller. Nach dem Bebauungsplan ist auf Teilen des Geländes, die nicht mehr für die Produktion benötigt werden, künftig eine Wohnbebauung vorgesehen. Dabei sollen von den denkmalgeschützten Gebäudeteilen des Rathgeber-Werks von 1911 das Verwaltungsgebäude und das Pförtnerhaus erhalten bleiben, während die noch vorhandenen Werkshallen abgerissen werden. Anfang 2018 waren die Werkshallen abgerissen, die Bebauung teils im Rohbau fertiggestellt und teils das Baufeld freigemacht.

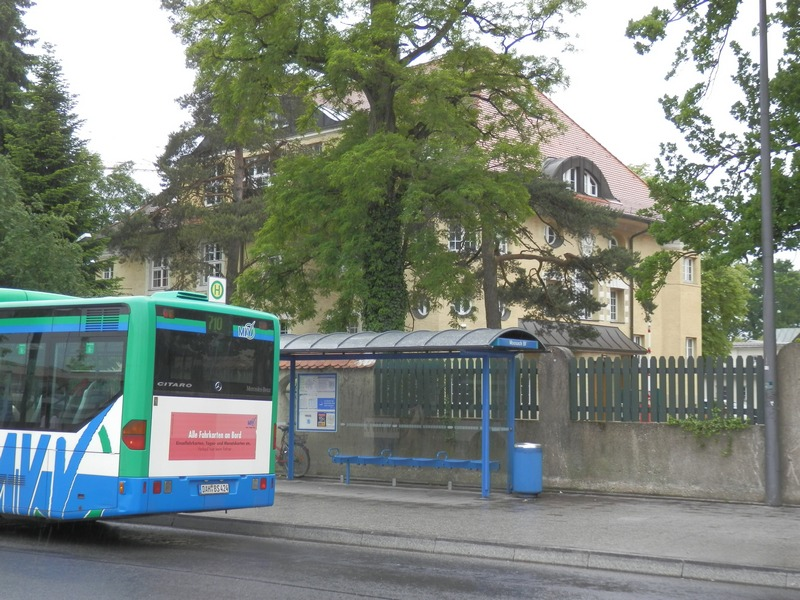
Juni 2014: Verwaltungsbau von 1911, direkt am Westausgang des Bahnhofs Moosach
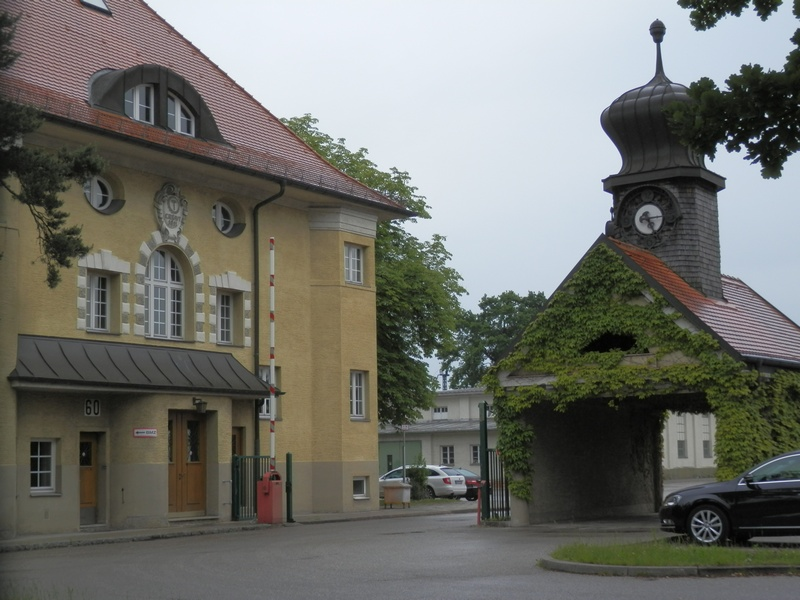
Juni 2014: Verwaltungsbau und Torbau
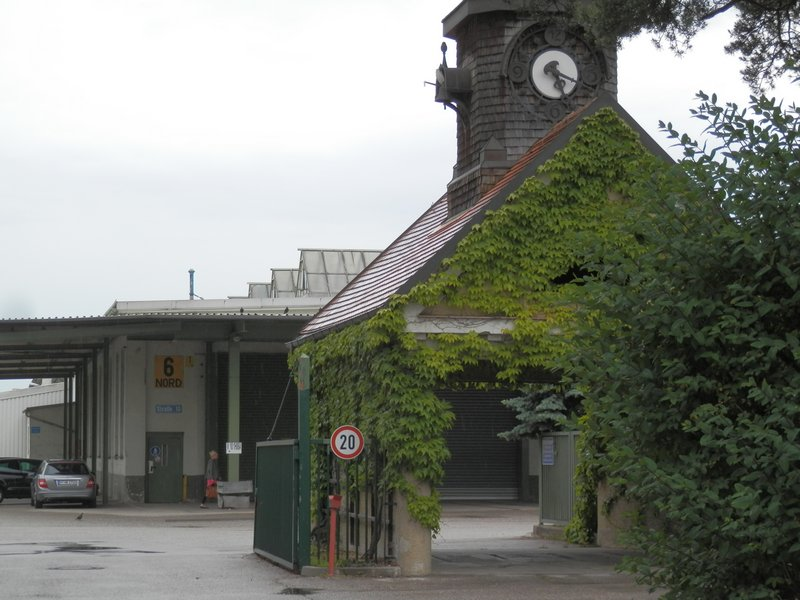
Juni 2014: Torbau und Halle 6 von 1911
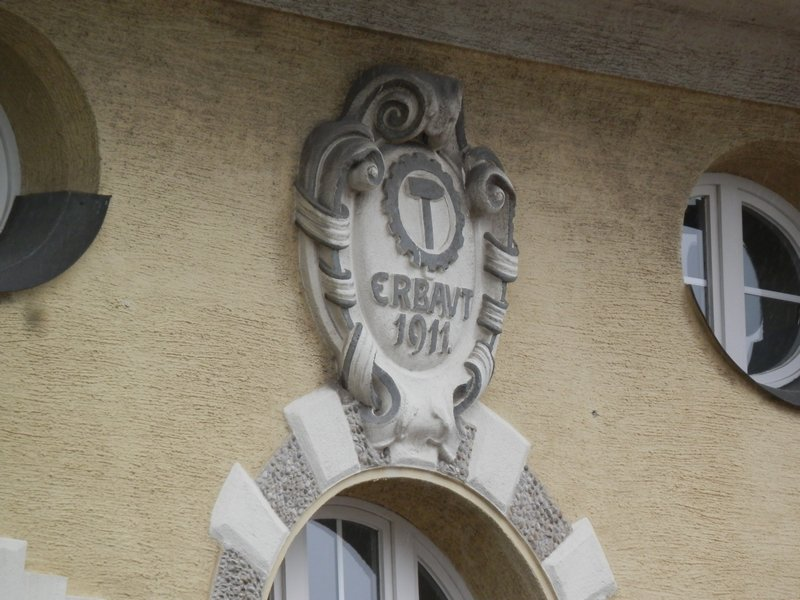
Juni 2014: Medaillon mit dem Baujahr 1911
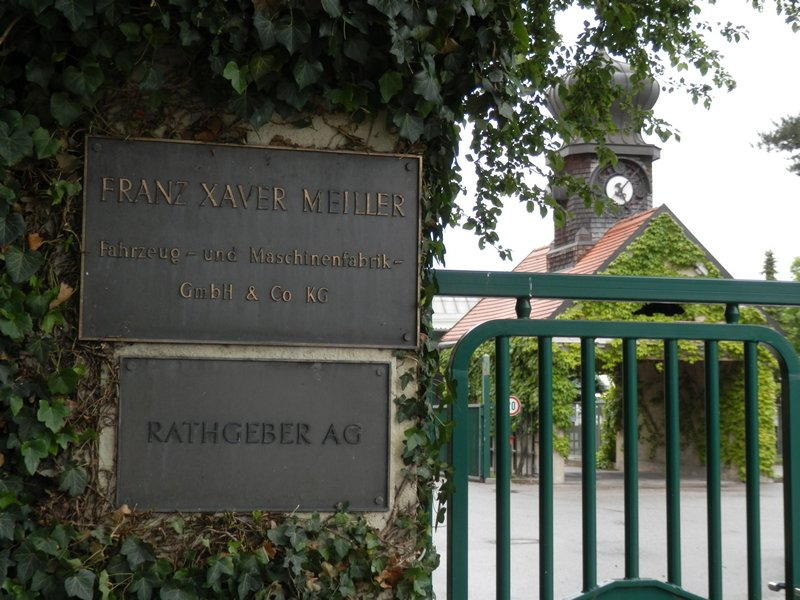
Juni 2014: Torschilder von Meiller und Rathgeber am Moosacher Werk
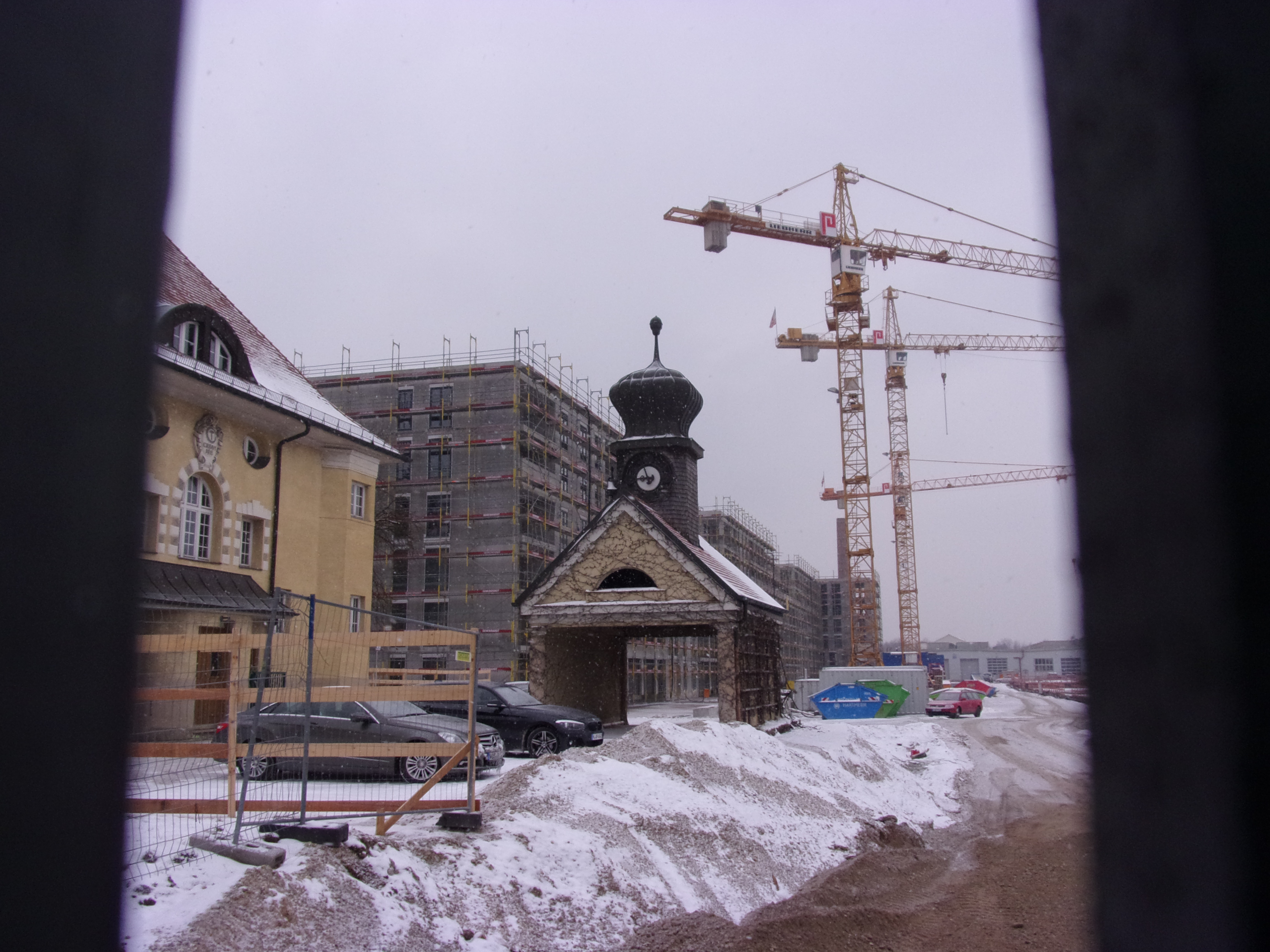
März 2018: Verwaltungsbau und Torbau sind erhalten, die Hallen abgerissen

## Rathgeber-Fahrzeuge
Die Bildergalerie zeigt beispielhaft einige von Rathgeber hergestellte Schienenfahrzeuge.

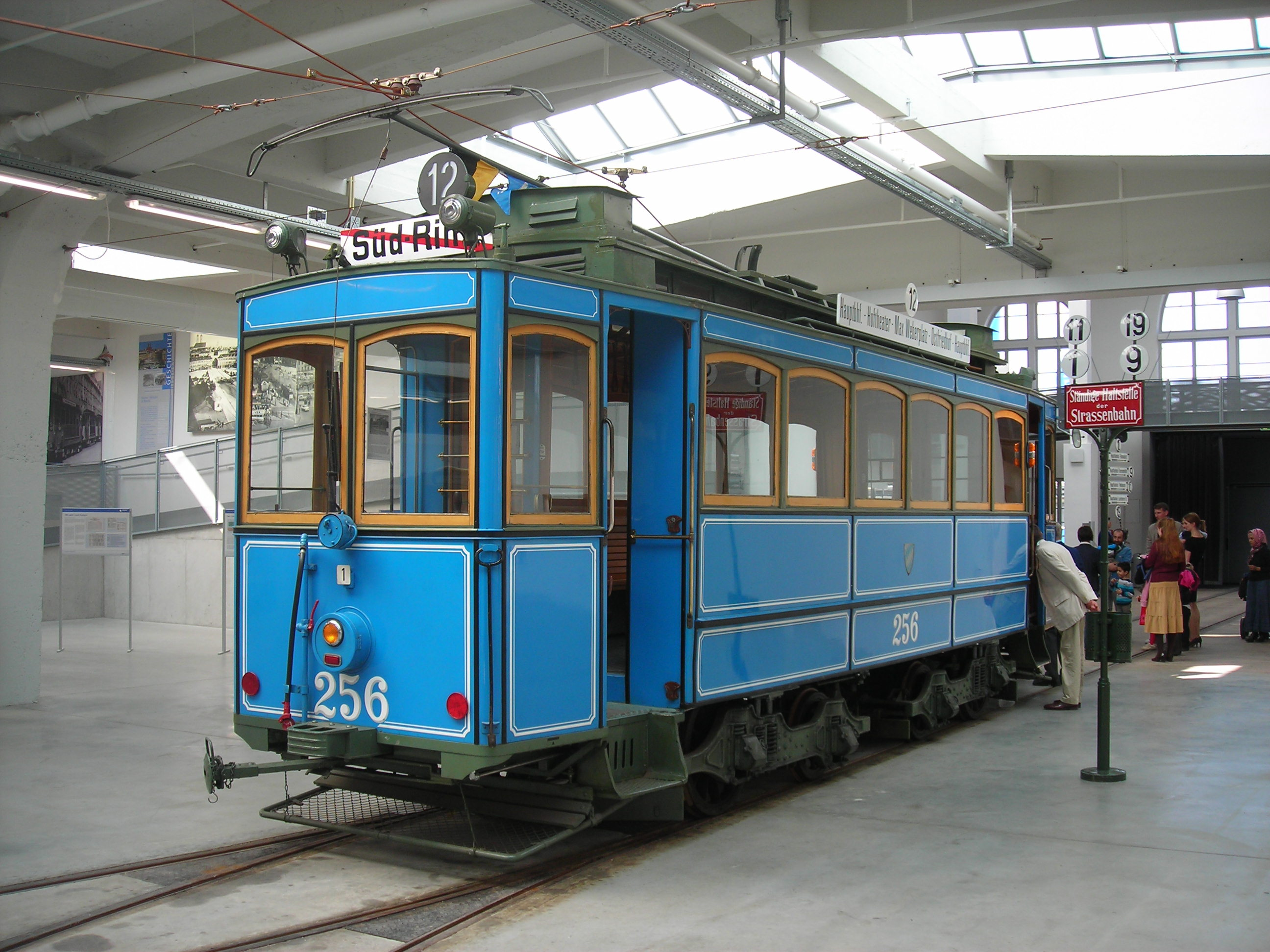
Münchner Baureihe A, 1899 bis 1902
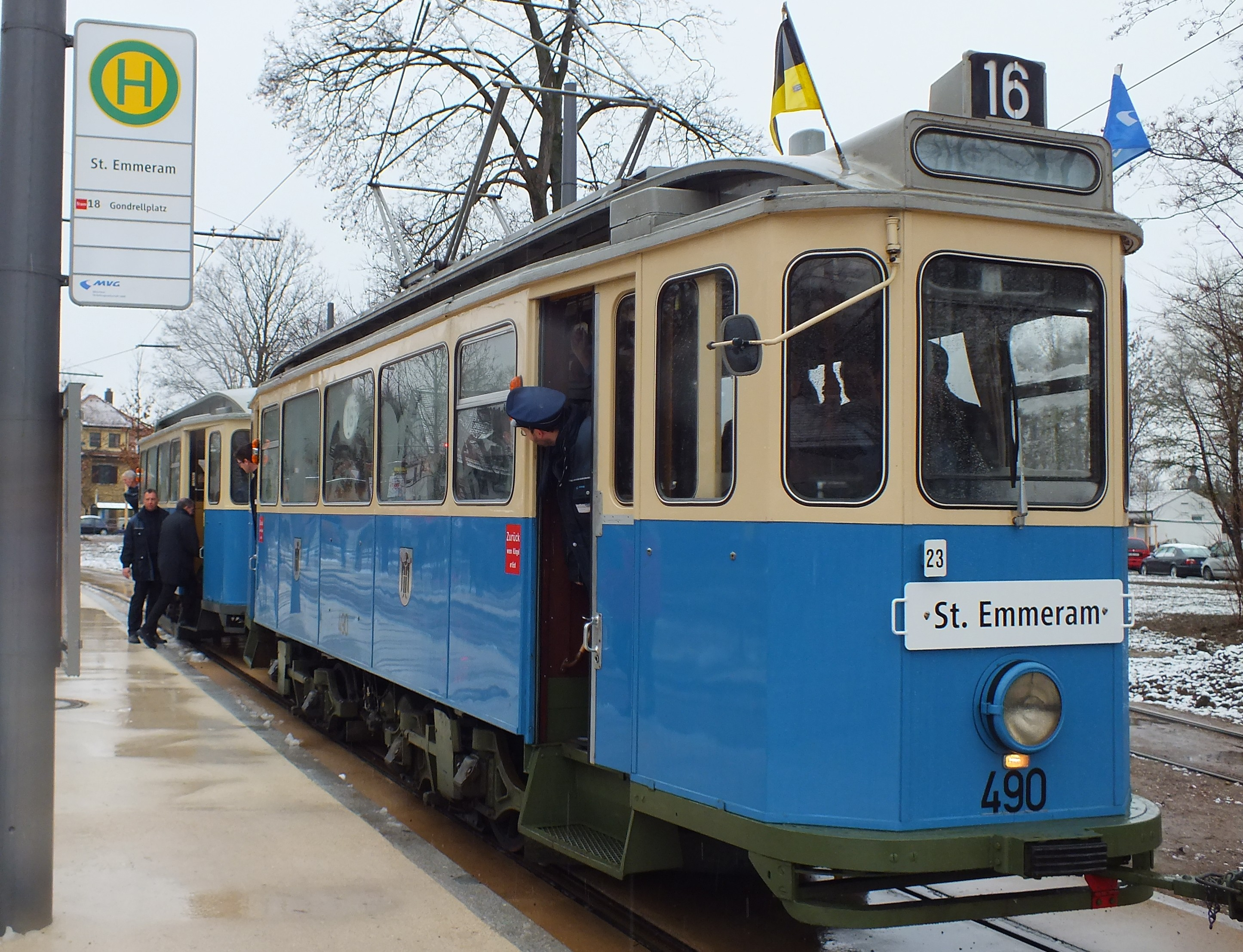
Münchner Baureihe C (später D), 1911
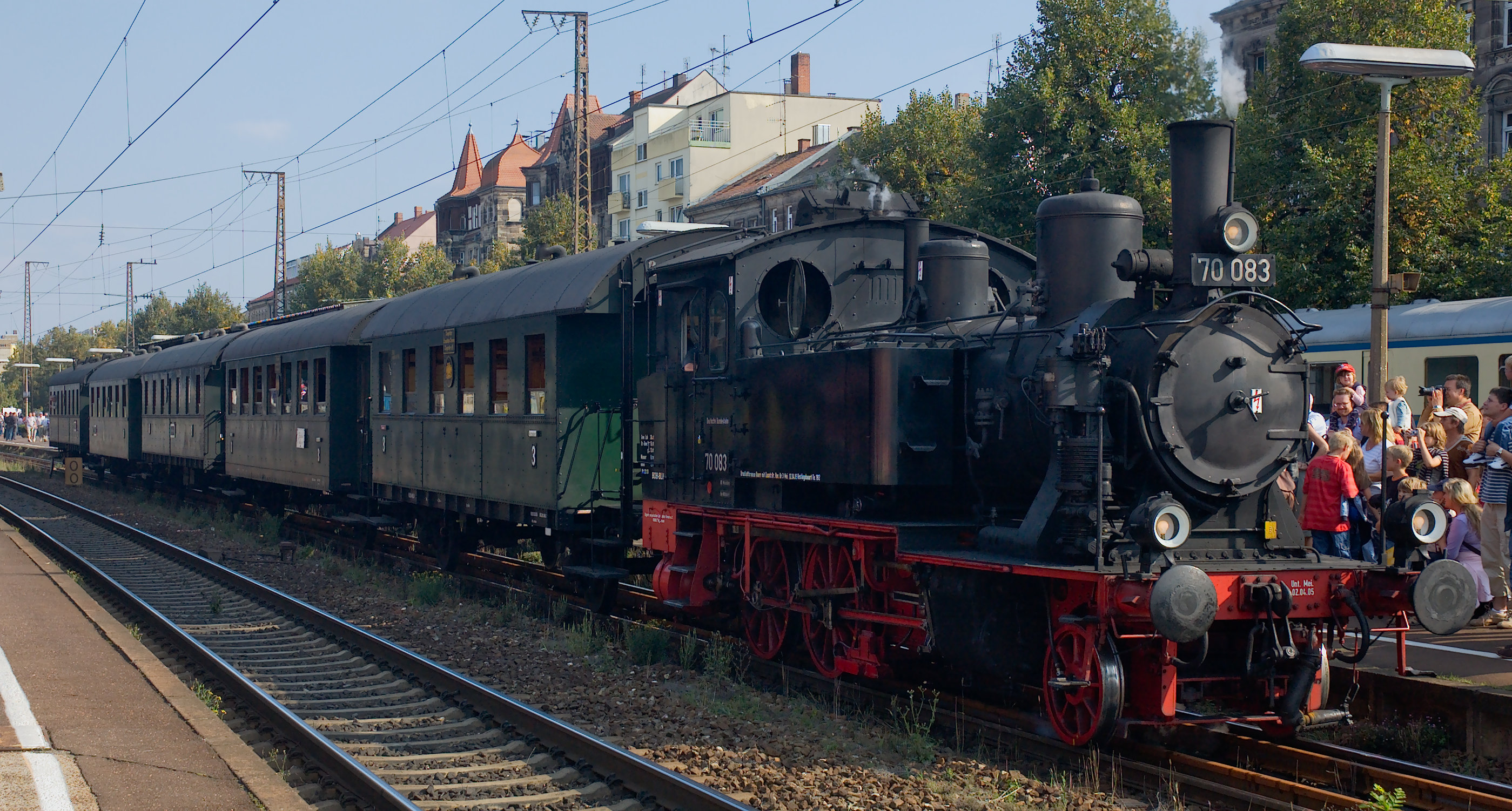
Personenwagen Ci bay 30 (BLV 4, erster Wagen nach der Lok), 1929
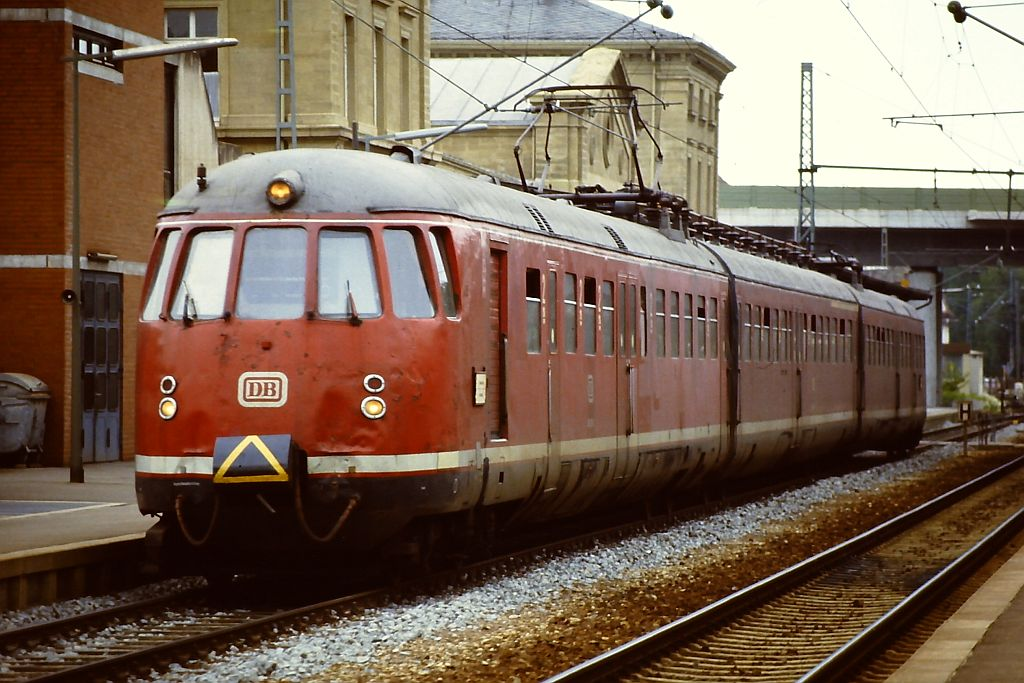
ET 56, 1952
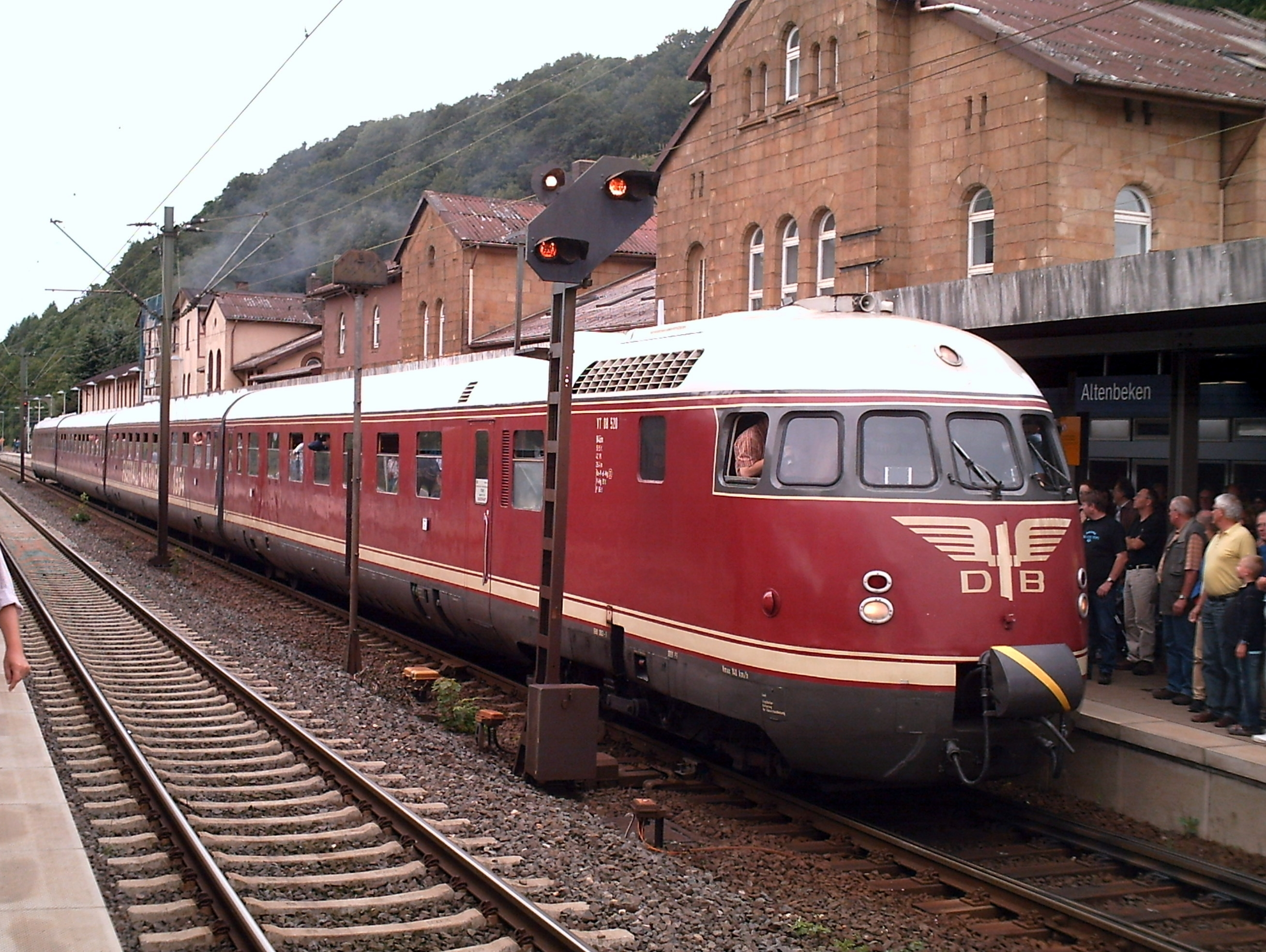
Steuer- und Mittelwagen zum VT 08, 1952 bis 1954
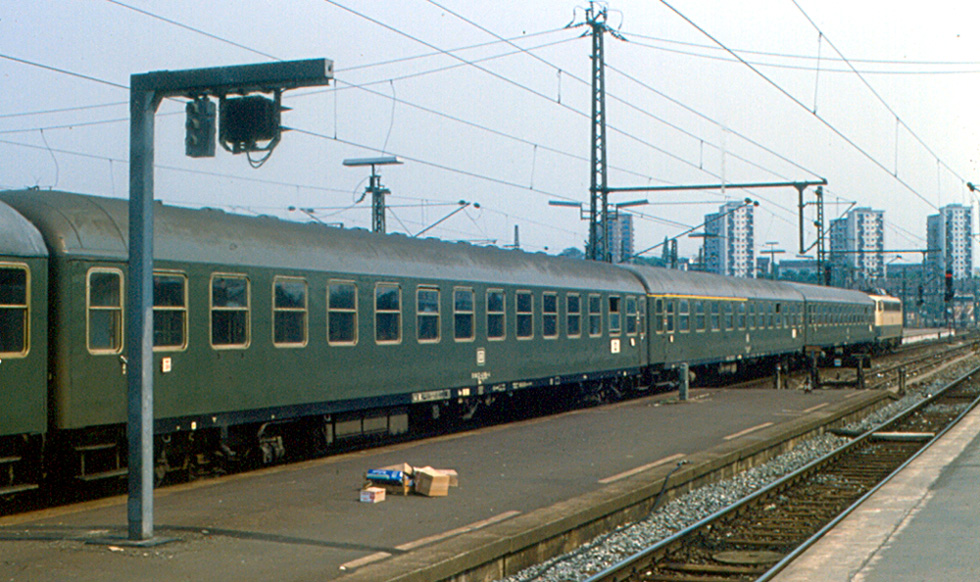
Schnellzugwagen Bauart Bm und ABm, ab 1955
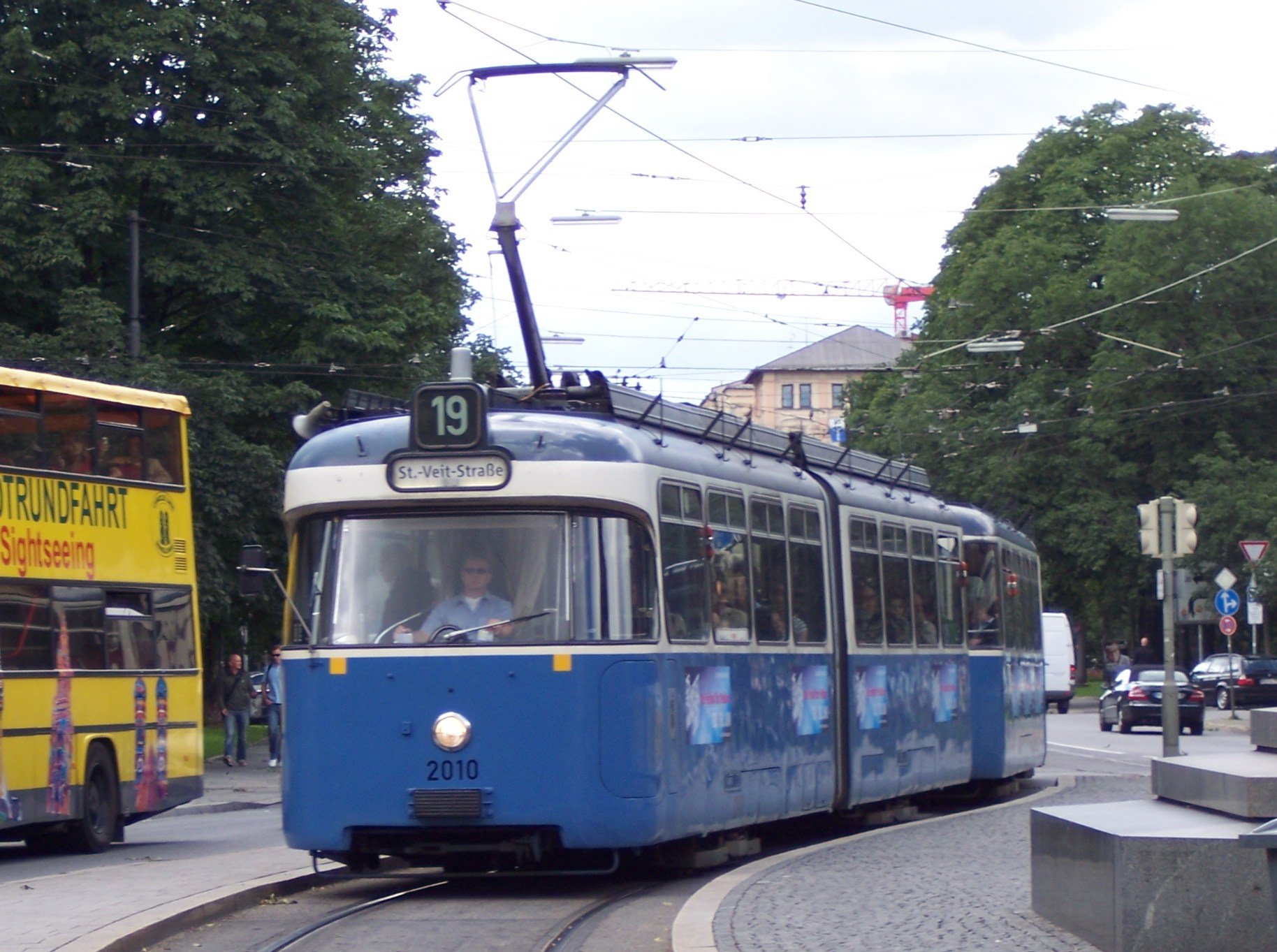
Münchner Baureihe P, 1964 bis 1968
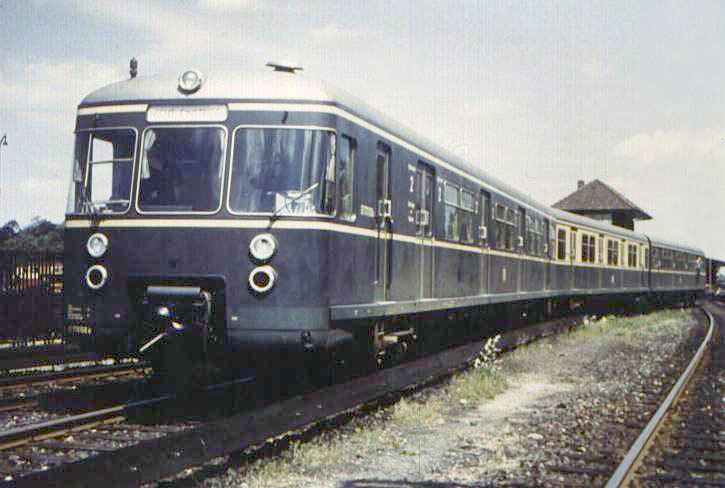
Hamburger S-Bahn ET 170, 1967 bis 1970
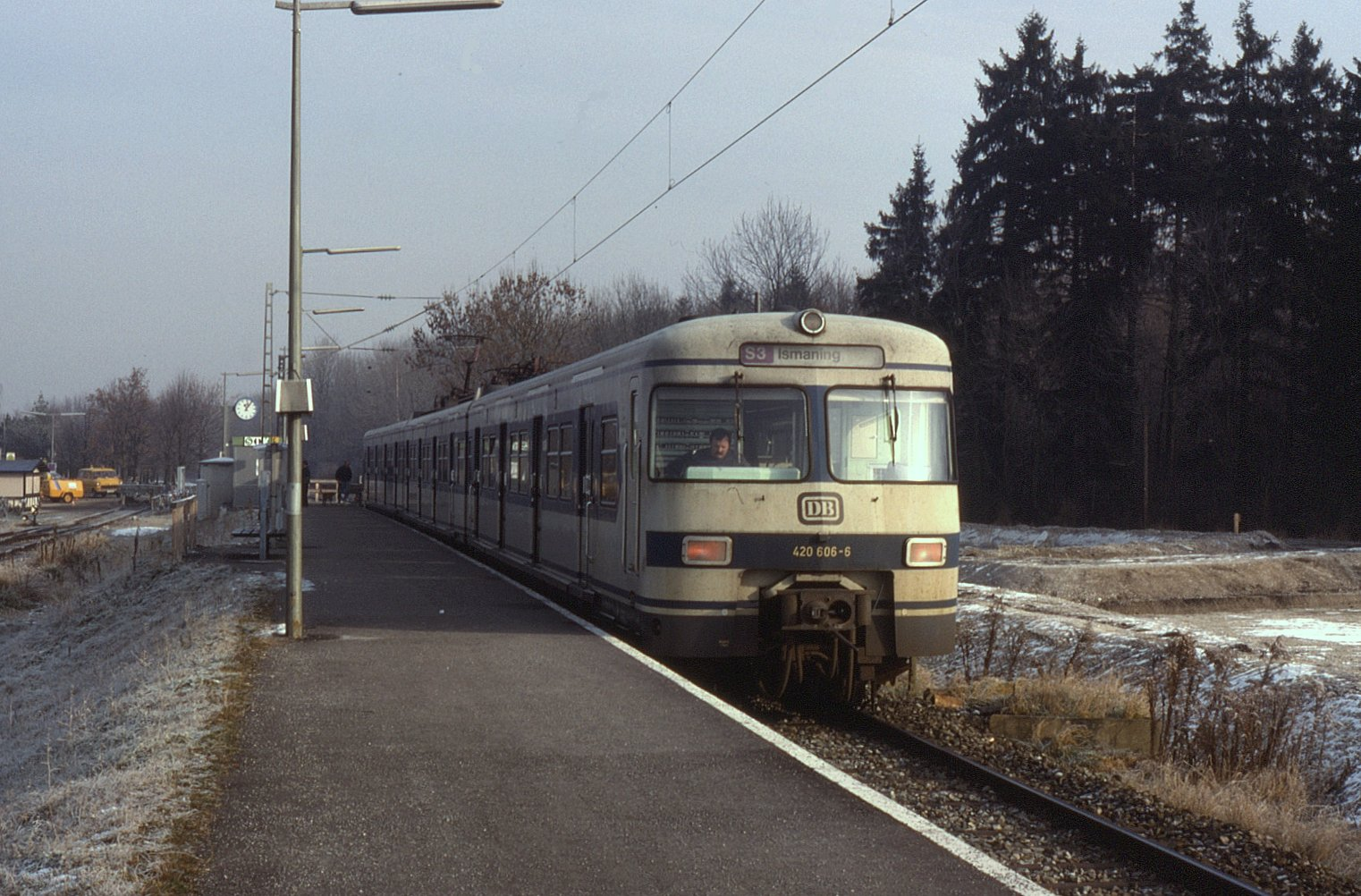
Münchner S-Bahn Baureihe 420, 1970 bis 1972
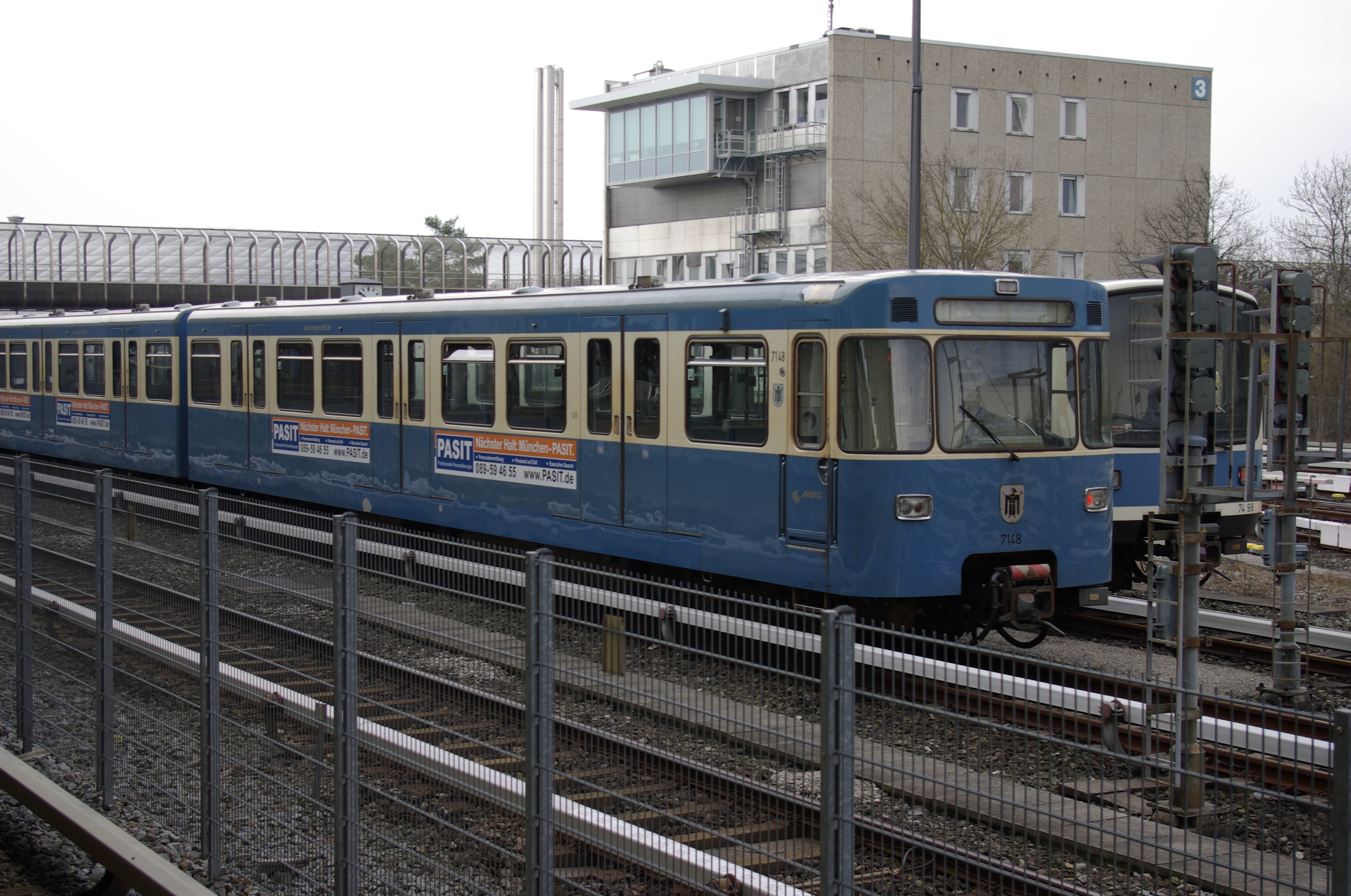
Münchner U-Bahn A2.1, 1970 bis 1972
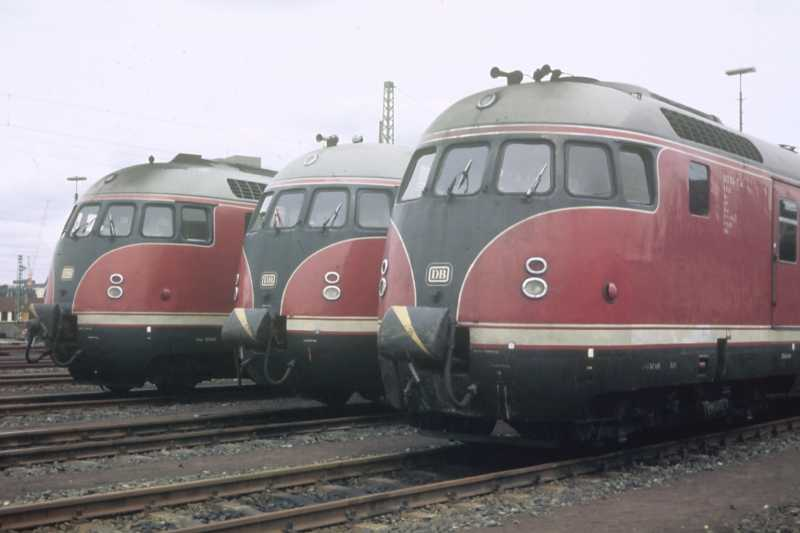
VT 12 "Stuttgarter Rössle", Baujahre: 1953 ubd 1957